# S&P CNX Nifty
Le S&P CNX Nifty, ou plus simplement Nifty est un indice boursier indien composé de 50 des principales capitalisations boursières du pays.

## Composition
Au 23 mai 2011, l'indice S&P CNX Nifty se composait des titres suivants :
| Code       | Société                        | Poids indiciel | Secteur                       |
| ---------- | ------------------------------ | -------------- | ----------------------------- |
| ACC IS     | ACC                            | 0,57 %         | Industrie                     |
| ACEM IS    | Ambuja Cements                 | 0,67 %         | Industrie                     |
| AXSB IS    | Axis Bank                      | 1,9 %          | Finance                       |
| BHARTI IS  | Bharti Airtel                  | 2,75 %         | Télécommunications            |
| BHEL IS    | Bharat Heavy Electricals       | 1,89 %         | Industrie                     |
| BJAUT IS   | Bajaj Auto                     | 1,09 %         | Consommation cyclique         |
| BPCL IS    | Bharat Petroleum               | 0,5 %          | Énergie                       |
| CAIR IS    | Cairn India                    | 0,77 %         | Énergie                       |
| CIPLA IS   | Cipla                          | 0,97 %         | Consommation non cyclique     |
| DLFU IS    | DLF                            | 0,5 %          | Finance                       |
| DRRD IS    | Dr Reddy's Laboratories        | 1,22 %         | Consommation non cyclique     |
| GAIL IS    | GAIL                           | 1,21 %         | Services aux collectivités    |
| GRASIM IS  | Grasim Industries              | 0,87 %         | Industrie                     |
| HCLT IS    | HCL Technologies               | 0,74 %         | Technologies de l'information |
| HDFC IS    | Housing Development Finance    | 5,21 %         | Finance                       |
| HDFCB IS   | HDFC Bank                      | 5 %            | Finance                       |
| HH IS      | Hero Honda Motors              | 1,06 %         | Consommation cyclique         |
| HNDL IS    | Hindalco Industries            | 1.5 %          | Matériaux                     |
| HUVR IS    | Hindustan Unilever             | 1.93 %         | Consommation non cyclique     |
| ICICIBC IS | ICICI Bank                     | 7,18 %         | Finance                       |
| IDFC IS    | IDFC                           | 0,98 %         | Finance                       |
| INFO IS    | Infosys Technologies           | 8,47 %         | Technologies de l'information |
| ITC IS     | ITC                            | 6,28 %         | Consommation non cyclique     |
| JPA IS     | Jaiprakash Associates          | 0,56 %         | Industrie                     |
| JSP IS     | Jindal Steel & Power           | 1,51 %         | Matériaux                     |
| KMB IS     | Kotak Mahindra Bank            | 0,9 %          | Finance                       |
| LT IS      | Larsen & Toubro                | 5,35 %         | Industrie                     |
| MM IS      | Mahindra & Mahindra            | 1,96 %         | Consommation cyclique         |
| MSIL IS    | Maruti Suzuki                  | 0,99 %         | Consommation cyclique         |
| NTPC IS    | NTPC                           | 1,33 %         | Services aux collectivités    |
| ONGC IS    | Oil and Natural Gas            | 2,23 %         | Énergie                       |
| PNB IS     | Punjab National Bank           | 0.85 %         | Finance                       |
| PWGR IS    | PowerGrid Corporation of India | 0.87 %         | Services aux collectivités    |
| RBXY IS    | Ranbaxy Laboratories           | 0.47 %         | Consommation non cyclique     |
| RCAPT IS   | Reliance Capital               | 0.35 %         | Finance                       |
| RCOM IS    | Reliance Communications        | 0.34 %         | Télécommunications            |
| RELI IS    | Reliance Infrastructure        | 0.47 %         | Services aux collectivités    |
| RIL IS     | Reliance Industries            | 9.5 %          | Énergie                       |
| RPWR IS    | Reliance Power                 | 0.37 %         | Services aux collectivités    |
| SAIL IS    | Steel Authority of India       | 0.52 %         | Matériaux                     |
| SBIN IS    | State Bank of India            | 3.59 %         | Finance                       |
| SESA IS    | Sesa Goa                       | 0.68 %         | Matériaux                     |
| SIEM IS    | Siemens India                  | 0.46 %         | Industrie                     |
| STLT IS    | Sterlite Industries            | 1.43 %         | Matériaux                     |
| SUNP IS    | Sun Pharmaceutical             | 0.99 %         | Consommation non cyclique     |
| TATA IS    | Tata Steel                     | 2.31 %         | Matériaux                     |
| TCS IS     | Tata Consultancy Services      | 3.67 %         | Technologies de l'information |
| TPWR IS    | Tata Power                     | 1.21 %         | Services aux collectivités    |
| TTMT IS    | Tata Motors                    | 2.45 %         | Consommation cyclique         |
| WPRO IS    | Wipro                          | 1.38 %         | Technologies de l'information |